# Unorthodox : Comment j'ai fait scandale en rejetant mes origines hassidiques
Ne doit pas être confondu avec Unorthodox.
Unorthodox : Comment j'ai fait scandale en rejetant mes origines hassidiques (Unorthodox: The Scandalous Rejection of My Hasidic Roots) est une autobiographie de Deborah Feldman sorti en version originale en 2012. Dans le livre, l'autrice documente son histoire au sein d'une communauté juive ultra-religieuse à Brooklyn (New York) et sa fuite. La mini-série Unorthodox est une adaptation de ce livre.
La traduction du roman en français est éditée chez Hachette en 2021.

## Résumé
Feldman est née dans la secte religieuse Satmar du judaïsme hassidique à Brooklyn, où la langue principale est le yiddish. La communauté maintient un code de coutumes régissant tout, de ce que l'on peut porter, de ce qu'il est permis de lire et à qui l'on peut parler.
L'étincelle de rébellion de Feldman commence lorsqu'elle se faufile à la bibliothèque municipale et cache des livres écrits en anglais. À dix-sept ans, elle conclut un mariage arrangé avec un inconnu. Feldman déclare qu'elle s'est vu refuser une éducation sexuelle, qu'elle était piégée dans un mariage sexuellement et émotionnellement dysfonctionnel et que l'incapacité de produire un enfant a dominé sa vie. Après être finalement tombée enceinte, elle réalise vouloir plus pour son enfant et planifie son évasion de la communauté,.

## Histoire
Son roman est publié seulement neuf mois après son départ de la communauté, sur les conseils de son avocate qui lui dit qu'en rendant son histoire publique, elle aurait plus de facilité à conserver la garde de son fils. Il est élu best-seller de l'année par le The New York Times.

## Réception
Lisa Bonos du Washington Post écrit que « Feldman semble rendre authentiquement cette communauté secrète ; j'aurais seulement aimé qu'elle passe un peu plus de temps à éditer elle-même. Le livre déséquilibré traverse son enfance dans des détails minutieux, souvent redondants et surchargés… J'ai certainement compris que Feldman voulait plus de la vie ; mais à la fin, je voulais plus de sa narration. Comment a-t-elle géré une transition aussi difficile, élevant un enfant tout en fréquentant le Sarah Lawrence College ? Elle passe tellement de temps sur le monde qu'elle a quitté - sans trop explorer où elle s'est retrouvée. »
Le Jewish Book Council examine le livre en déclarant : « Dans le monde de Satmar, ce que Feldman a fait était scandaleux, mais son histoire n'a pas fourni le drame et l'intrigue qu'il semblait avoir promis. Cependant, cela ouvre une fenêtre sur un monde beaucoup d'entre nous connaissent ou peuvent comprendre. Son histoire, lente au début, nous invite dans les foyers et les mentalités du peuple Satmar, parfois sains et chaleureux, et parfois solitaires, choquants et dérangeants. Feldman est réfléchie, ne hache jamais des mots, en disant exactement ce qu'elle ressent à propos de tout. Pour une femme peu instruite laïque, son écriture est éloquente et émouvante. »
The New York Jewish Week rapporte que le livre « a stimulé une industrie artisanale consacrée à dissiper ses inexactitudes ».
Le Huffington Post publie une paire d'articles examinant le livre et discutant de la controverse qui l'entoure dans l'ancienne communauté de l'auteur, concluant : « Il ne fait aucun doute que des filles de tout Brooklyn achètent ce livre, le cachent sous leur matelas, le lisent après l'extinction - et contemplant, peut-être pour la première fois, leur propre évasion. »,

## Adaptation
La mini-série originale de Netflix Unorthodox, diffusée à partir de 2020, est partiellement basée sur ce livre. Netflix a produit également un documentaire, Making Unorthodox, qui fait la chronique du processus créatif et du tournage, et discute des différences entre le livre et la série.